# Anomalocardia puella
Anomalocardia puella is een tweekleppigensoort uit de familie van de Veneridae. De wetenschappelijke naam van de soort is voor het eerst geldig gepubliceerd in 1846 door Pfeiffer in Philippi.